# Remus Niculescu
Pour les articles homonymes, voir Niculescu.
Remus Niculescu aussi écrit Remus Nicolescu (1927-2005) est un historien d'art roumain. 
Spécialiste en histoire de l'art moderne, il est directeur de l'Institut d'histoire de l'art de l'Académie de Roumanie de 1992 à 1998.  
En raison de sa proximité avec le philosophe Constantin Noica, le régime communiste a organisé un procès-spectacle contre lui, mais il a été réhabilité plus tard.
Remus Niculescu est l'auteur d'une étude sur Georges de Bellio.